# Perdita exigua
Perdita exigua är en biart som beskrevs av Timberlake 1964. Perdita exigua ingår i släktet Perdita och familjen grävbin. Inga underarter finns listade i Catalogue of Life.